# Leina (Estland)
Leina ist ein Dorf (estnisch küla) im estnischen Kreis Pärnu. Es gehört zur Landgemeinde Häädemeeste (bis 2017: Landgemeinde Tahkuranna). Leina liegt 24 km südlich von Pärnu.

## Jõulumäe
Leina ist besonders für das nahe dem Dorf gelegene Sport- und Gesundheitszentrum Jõulumäe (Jõulumäe Tervisekeskus) für Freizeit- und Profisportler bekannt. Es wurde 1976 errichtet und 2003 erweitert. Jõulumäe liegt in einem Waldgebiet von 2,5 km² Größe.
Auf dem Gelände des Zentrums befinden sich Einrichtungen für zahlreiche Ballsportarten und Leichtathletik. Im Winter finden in Jõulumäe Wettkämpfe im Curling und im Skilanglauf statt. Berühmt ist der FIS Scandinavian Cup, der u. a. in Jõulumäe ausgetragen wird.